# Alfabeto de Landa

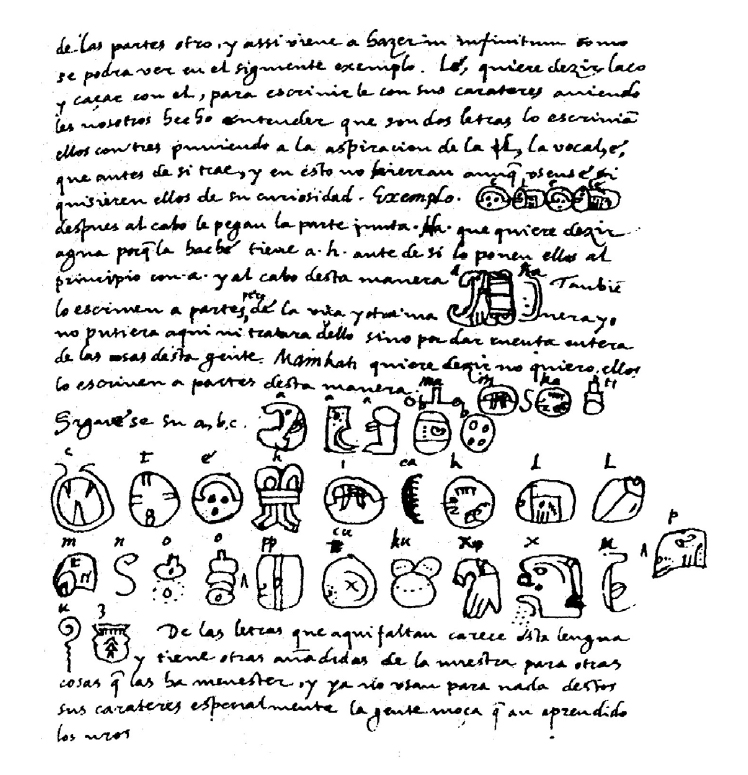
Reproducción de la página del manuscrito de Diego de Landa Relación de las cosas de Yucatán, que da una pretendida correspondencia entre las letras del alfabeto español y los jeroglíficos mayas y que ha llegado a ser conocido como el Alfabeto de Landa.

El Alfabeto de Landa es la correspondencia entre el alfabeto español y los jeroglíficos escritos en la escritura maya precolombina que, en el siglo XVI el obispo de Yucatán, Fray Diego de Landa, registró como parte de su documentación sobre la civilización Maya a lo largo del ejercicio de su cargo en la zona. Con la ayuda de dos interlocutores mayas que estaban familiarizados con la escritura, de Landa hizo un intento de obtener una transcripción abcedárica (letra a letra) para la escritura maya con la intención de proveer una clave para su desciframiento y traducción. Pese a sus inexactitudes, la información provista por de Landa probaría más tarde ser crucial para el desencadenamiento a mitad del siglo XX del desciframiento de la escritura maya, comenzando por los trabajos del epitógrafo y mayista ruso Yuri Knorozov. Se comprobó, en efecto, que era la "Piedra Rosetta" que permitiría llegar a recuperar la largamente perdida habilidad de leer muchas de las inscripciones mayas.
El "alfabeto", acompañado de algunos capítulos de anotaciones explicativas y ejemplos de su uso en escritura maya, fue escrito como una pequeña parte del manuscrito Relación de las cosas de Yucatán de Landa, en el que también documenta y explica muchos aspectos de la cultura y práctica de los cultura maya que había observado o que había escuchado durante el tiempo que convivió con ellos en la Península del Yucatán. Su trabajo fue escrito en realidad una vez que fue llamado de vuelta a España para afrontar un juicio de la Inquisición, acusado de conducta impropia mientras estuvo en el Yucatán, y lo escribió como una defensa de su misión allí. El trabajo estuvo listo pronto, pero también fue olvidado y estuvo perdido para la ciencia por varios siglos hasta que el anticuario francés Brasseur de Bourbourg encontró una copia abreviada del mismo.
Debido a la falta de entendimiento mutuo entre de Landa, que no fue capaz de apreciar que no era alfabético sino logosilábico, y sus informantes mayas, que escribieron los jeroglíficos como mejor consideraron que se parecían a los correspondientes "sonidos" de las letras españolas, la interpretación de Landa se considera hoy como inadecuada. Cuando se redescubrió el Relación en el siglo XIX se hicieron algunos intentos infructuosos de usar los pasajes del alfabeto de Landa para descifrar la hasta entonces completamente desconocida escritura maya, intentos que fallaron debido a partir de una base similar a los errores de Landa sobre la naturaleza real del sistema de escritura maya. No sería hasta principios de la década de 1950 en que se lograrían finalmente avances a partir de que Yuri Knórozov publicó su famoso estudio analizando el alfabeto de Landa junto a otras inscripciones gracias a aplicar una nueva perspectiva de análisis.